# 诺阿莱霍
诺阿莱霍，是西班牙安达卢西亚自治区哈恩省的一个市镇。总面积50平方公里，总人口2208人（2001年），人口密度44人/平方公里。